# Славонске Баре
Славонске Баре су насељено место у саставу општине Зденци, у Вировитичко-подравској жупанији, Република Хрватска.

## Историја
До територијалне реорганизације у Хрватској налазиле су се у саставу старе општине Ораховица.

## Становништво
На попису становништва 2011. године, Славонске Баре су имале 170 становника.

## Попис 1991.
На попису становништва 1991. године, насељено место Славонске Баре је имало 260 становника, следећег националног састава:
| Попис 1991.‍  | Попис 1991.‍  | Попис 1991.‍ | Попис 1991.‍ | Попис 1991.‍ |
| ------------ | ------------ | ----------- | ----------- | ----------- |
|              |              |             |             |             |
| Срби         | Срби         |             | 133         | 51,15%      |
| Хрвати       | Хрвати       |             | 97          | 37,30%      |
| Југословени  | Југословени  |             | 23          | 8,84%       |
| Македонци    | Македонци    |             | 2           | 0,76%       |
| Роми         | Роми         |             | 1           | 0,38%       |
| неопредељени | неопредељени |             | 3           | 1,15%       |
| непознато    | непознато    |             | 1           | 0,38%       |
| укупно: 260  |              |             |             |             |

## Познате личности
- Јово Станисављевић Чаруга